# Felipe Teixidor Benach
Felipe Teixidor Benach (Barcelona, Cataluña, 1895 - Ciudad de México, 31 de mayo de 1980) fue un bibliógrafo, editor, escritor, historiador, traductor y académico español nacionalizado mexicano.

## Semblanza biográfica
Estudió la preparatoria en el Colegio Francés de su ciudad natal. Viajó a París, continuó sus estudios en la Academia de los Extranjeros y trabajó como traductor en la Editorial Garnier. Conoció en París al pintor Diego Rivera. En 1919, se trasladó a vivir a la Ciudad de México, donde realizó diversas actividades: fue curtidor, vendedor de libros, empadronador y traductor de francés e inglés en el Colegio Militar. En 1928, obtuvo la nacionalidad mexicana.[cita requerida]
Trabajó como archivista en la Secretaría de Salubridad y como administrador en la revista Contemporáneos, la cual era dirigida por Jaime Torres Bodet. Trabajó como servidor público en diversas secretarías de Estado: en Relaciones Exteriores, de 1929 a 1935; en Hacienda y Crédito Público, de 1935 a 1937, y en la de Economía Nacional, de 1938 a 1939, así como en Petróleos Mexicanos de 1940 a 1946.
Paralelamente, impartió clases en escuelas secundarias. Se casó con Monserrat Alfau, con quien realizó algunas investigaciones históricas. Coordinó la edición del Diccionario Porrúa de historia, geografía y biografía de México, así como la colección "Sepan Cuantos.."
El 8 de mayo de 1980 fue elegido miembro de número para ocupar la silla XXXII de la Academia Mexicana de la Lengua, pero no llegó a tomar posesión de la misma porque murió el 31 de mayo de ese mismo año. En abril de 2010 se publicó la biografía Lo que me contó Felipe Teixidor, hombre de libros (1895-1980), de la autoría de Claudia Canales.

## Ediciones y obras publicadas
- Noticias y reflexiones sobre la guerra que se tiene con los apaches en las provincias de Nueva España de Bernardo Gálvez, editor en 1925.
- Morelos, documentos inéditos y poco conocidos, editor en 1927.
- Ex libris y bibliotecas de México, autor en 1931.
- Anuario bibliográfico mexicano (1931-1937), autor.
- Cartas a Joaquín García Icazbalceta, editor en 1937.
- Bibliografía yucateca, autor en 1937.
- Catálogo de libros mexicanos o que tratan de América y de algunos otros impresos en España, autor en 1949.
- La vida en México de la duquesa Calderón de la Barca, traductor y editor en 1959.
- Adiciones a la imprenta en Puebla de Los Ángeles de J.T. Medina, editor en 1961.
- Memorias de Concepción Lombardo de Miramón, editor en 1980.
- Viajeros mexicanos (siglos XIX y XX), 1982.